# Istmo de Taravao

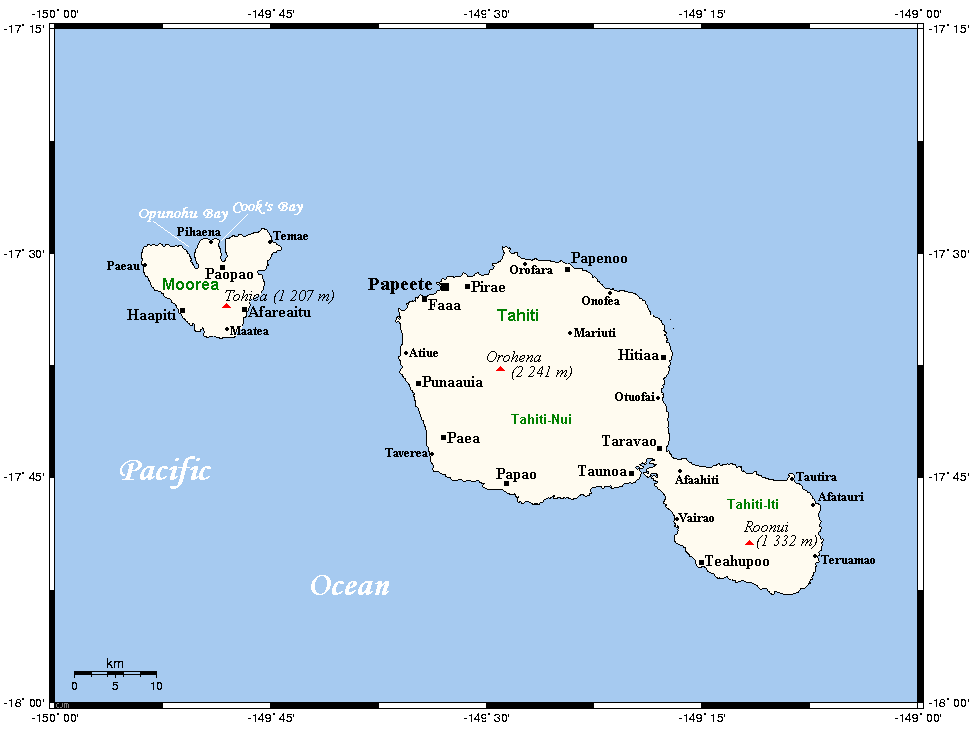
Istmo de Taravao en Tahití. Une las dos partes en las que se divide la isla de Tahití.

El istmo de Taravao es un istmo en la isla de Tahití, en la Polinesia Francesa. Une la península de Taiarapu, también conocida como Tahití Iti (Literalmente "Pequeña Tahití"), con el resto de la isla, conocido como Tahiti Nui (Gran Tahití).
En 1844, los franceses construyeron el fuerte de Taravao,  por orden del gobernador de la isla de Tahití, Armand Joseph Bruat, tras las tensiones generadas por George Pritchard.